# Пять сильных сторон
Пять сильных сторон/пять сил (санскрит, пали: IAST: pañcabalā) в буддизме — это вера, энергия, внимательность, концентрация и мудрость. Это один из семи наборов Бодхипакхиядхаммы (пали Bodhipakkhiyadhamma), качеств, способствующих просветлению. Этим качествам соответствуют пять духовных способностей, которые также являются частью Бодхипакхиядхаммы.

## Значение
Панча (санскрит, пали) означает «пять». Бала (санскрит, пали) — «власть», «сила», «сила».
Пять сил:
1. вера/убеждение (саддха бала);
2. энергия/усилие/настойчивость (вирия бала);
3. внимательность (сати бала);
4. концентрация (самадхи бала);
5. мудрость/проницательность (паннья бала).

В традиции Аббидхаммы пять сил рассматриваются как противоядия от недоброжелательности (пали vyapada), лени и оцепенения (пали styana-middha), беззаботности (пали apramada) или чувственного желания (пали kamacchanda), отвлечения или беспокойства и беспокойства (пали auddhatya-kaukrtya) и скептического сомнения (пали vicikitsa).
В Сакета сутте СН 48.43 Будда заявляет, что пять сил — это пять духовных способностей, и наоборот. Он использует метафору реки, у которой посередине русла имеется остров; остров создает два рукава, но их можно рассматривать как один и тот же поток. В палийских комментариях отмечается, что эти пять качеств являются «способностями», когда они используются для контроля своих сфер влияния, и «силами», когда они непоколебимы в отношении противостоящих сторон.